# 미로 (1968년 영화)
"미로"는 1968년 공개된 대한민국의 영화이다.

## 배역
- 문희 : 윤임 역
- 이순재 : 이민 역
- 태현실 : 상희 역
- 남진 : 만기 역
- 김희준
- 김동원 : 은행장 역
- 한은진
- 추봉
- 안인숙 : 윤임의 동생 역
- 변의선